# کمیته المپیک بلغارستان
کمیته المپیک بلغارستان (بلغاری: Български олимпийски комитет) یک سازمان ورزشی است که نماینده کشور بلغارستان در کمیته بین‌المللی المپیک می‌باشد.
این سازمان که در سال ۱۹۲۴ تأسیس شده مسئول آماده‌سازی و اعزام ورزشکاران به بازی‌های المپیک، بازی‌های المپیک جوانان و بازی‌های اروپایی است.